# Macrochaetus dispar
Macrochaetus dispar är en hjuldjursart som beskrevs av Berzinš 1982. Macrochaetus dispar ingår i släktet Macrochaetus och familjen Trichotriidae. Inga underarter finns listade i Catalogue of Life.